# Indigofera egens
Indigofera egens är en ärtväxtart som beskrevs av Nicholas Edward Brown. Indigofera egens ingår i släktet indigosläktet, och familjen ärtväxter. Inga underarter finns listade i Catalogue of Life.